# San Miguel de Yuscay
San Miguel de Yuscay es un caserío peruano ubicado en el distrito de Las Lomas, perteneciente a la provincia y departamento de Piura, al norte del Perú. 

## Ubicación
San Miguel de Yuscay se ubica al norte de la provincia de Piura, en el distrito de Las Lomas, en el departamento de Piura.

## Demografía
En 2017 San Miguel de Yuscay tenía una población de 237 habitantes.